# 無駄な医療
無駄な医療（むだないりょう、英語: Unnecessary health care）、過剰利用（かじょうりよう、英語: over utilization）、濃厚診療（のうこうしんりょう）とは、適切な量や費用を超えている医療をさす。過剰医療を招く原因には、医療機関への診療報酬を出来高払い制とし、かつ医療費が公的・民間医療保険により補償されるという事情が関係している。このような制度の下では、医師と患者は、医療費や受診を抑えるという動機は働かない。ただし「どこからが無駄か」「どの程度からが過剰か」を判断することは別途の課題である。
似たものに過剰治療（かじょうちりょう、英語: over treatments）があり、不必要な医学的介入（治療）を指す。過剰治療は、それを行っても症状にほとんど改善は現れない。また過剰診断とは、患者にとって症状がなく無害な状態に病名診断を下すことであり、これにより過剰治療がまねかれる。
2011年よりアメリカ合衆国では、不要であるばかりか有害である治療介入の一覧を示すChoosing Wisely（賢い選択）キャンペーンが始まったり、2013年のG8認知症サミットでは、イギリスが国家戦略として、死亡の増加につながる不要な抗精神病薬の使用を低減してきたことを報告し、日本でも、不要であるのに処方されている風邪薬を保険適用から外すことを検討するなど、無駄な医療への関心が集まっている。

## 背景

OECD各国の一人あたり保健支出（青は公的、赤は私的）

OECD各国の人口あたり医薬品消費額

過剰医療の研究は、1970-80年代のJack Wennbergによる研究unwarranted variation
が先駆けである。彼は受給できる医療が、臨床的必要性ではなく市民の居住地域に関係すると報告した。
過剰医療により、患者は無用な合併症リスクに晒されることとなるが（医原病）、しかし医療提供者（医師や医療機関）は、出来高払い制度であれば過剰治療により更なる収入を得ることができる。出来高払い制度は過剰医療を行うことに大きな動機を与える。
米国の医療は1人あたり医療支出が世界で最も高く、医療支出が高額となる最たる理由に過剰医療が挙げられている。『ニューヨーク・タイムズ』は「米国は慢性的な過剰医療の国である」と述べている。米国における医療の30%は、患者に明確な利益をもたらさない不要な医療であると推定されている。
殆どの医師は、臨床検査が行われすぎていることを認識しているが、しかし「臨床検査が過剰に行われている可能性について、その検討を説得するのは依然として困難である」とされている。
こうした背景にて、Choosing Wisely（賢い選択）キャンペーンが2011年には始まったが、これはアメリカ内科医学委員会が創設したABIM財団によるものである。60以上のアメリカの専門機関が、不要で無駄であるばかりでなく、有害でさえありえるような治療介入を、2014年末までに一覧にする。
2009年にもイギリス政府は、年間約14万人の認知症患者が不要な抗精神病薬を処方され、毎年約1800人の死亡につながっているという報告をもとに、その使用の削減を国家戦略としており、2006年の約17%の使用率を、5年後の2011年には約7%まで減らしてきたことを認知症G8サミットにて報告している。
日本でも、2010年に厚生労働省が、うつ病などに対して安易に大量処方を行う薬漬け医療や、それによっておこる過量服薬事故に対する対策を開始している。こうした問題はたびたび報道されてきた。2014年6月に発売されたChoosing Wiselyを紹介している『絶対に受けたくない無駄な医療』という書籍が1か月で3刷りとなり、7月の社会保障制度改革推進会議では、風邪薬を保険適用から外すことを検討するなど、無駄な医療へと関心が集まっている。日本の242の急性期病院において、33種類の無駄な医療を調査した2022年の報告では、入院・外来あわせた患者1000人あたり、年間115〜219回の無駄な医療が提供され、その医療費は57〜129億円と推計されている。
2014年にBMJ（英国医学雑誌）でも、「医師たちは世界中の有害な医療の過剰使用を減らせるか？」といった記事にて、各国の取り組みを紹介している。オランダはアメリカと同様のキャンペーンを持ち、イギリスは英国国立医療技術評価機構（NICE）が治療の費用と効果の根拠を精査しているし、イタリアでは国家による「スロー医学」の取り組みの一環として「より多くは、良いということではない」キャンペーンを実施し、ドイツや日本ではまだ計画段階である。

## 要因
過剰医療をまねく理由には、医師側の便益、患者側の希望、不適切な経済的要因、医療制度、ビジネス的の圧力、マスメディア、意識の欠如、防衛医療などが挙げられる。

### 保険制度および出来高払い制度
患者の医療費が公的・民間医療保険で担われ、かつ医師の診療報酬が出来高払い制度である場合、治療費用を検討する動機が医師にも患者にも働かないため、無駄な医療を行うことに貢献することとなる。

### 画像診断
画像診断の過剰使用は、重要でない事象を病気と診断する過剰診断につながるとされる。X線やCTといった画像診断の過剰使用によって、患者への医療が向上することはほとんどない。カナダ放射線医師協会は、カナダの医療における画像診断の30%は不要なものであると推定している。米国放射線医学会(ACR)、王立放射線医学会(RCR)、WHOなどの団体は「妥当な基準」を策定している。
日本の医療においてはCTおよびMRIの設置台数の多さが指摘されており、人口あたりの台数は共にOECD各国中1位であった。ランセットには、日本は世界で最も年間の医療被曝が多いとする論文が掲載された。

#### 医師自身への受診紹介
過剰医療をまねく理由の一つに、医師自身への受診紹介があるとされる。
複数の研究では、非放射線科医は、放射線設備の使用から収入が得られ、かつ自己への受診紹介が可能な場合、彼らは不必要な画像診断をより行う傾向にあるとされた。米国における画像診断増加の主な要因は、非放射線科医による自己参照行為に起因するとされる。米国ではこのような行為により、2004年で160億米ドルの年間医療費を発生させていると推定されている。

### その他
- 救急部門受診の12-56%は不適切なものである[22]。
- 入院措置[23]。外来診療で十分な慢性疾患者を入院させる[24]。社会的入院。
- 死亡率の高いグループや、末期の患者に対しても手術を行う[25][26]。
- 不適切な抗生物質の投与[27][1][28][29]。抗生物質処方の50%以上は不適切である[27]。
- 消費者へのマーケティングの影響[1]。病気喧伝。
- オピオイド処方[30]。
- 米国における輸血行為[31]。
- 米国では、ステント術（費用は$20,000ドル）の8例に1例が非急性患者に対しての施術であった[32][33]。
- 米国Redding Medical Centerにおける冠動脈バイパス術は、FBI捜査に発展した[34][35][36]
- 2008年には、メディケア患者は胸部CT撮影の頻度が通常の二倍であった[37]。
- 進行がん患者に対しては、他の癌患者よりも頻繁に検査が行われていた[38]。
- パップテストやヒトパピローマウイルス検査歴のある女性について、年間の子宮頸癌検査[39][40]。

### 防衛医療
医師は自身を医療訴訟から守るため、臨床的には不必要・有益性が少ない検査を実施する傾向がある。防衛医療の拡大は医療費を増加させ、2008年の米国医療費（2.3兆米ドル）の2.8%を占めると試算された。

## 削減方法
医師に、この処置や検査は必要か、その副作用などのリスクは何か、他の簡単なまた安全な方法はあるか、未処置ではどうなるか、費用はどれくらいになるかを質問するという「5つの質問」ポスターは、すでにアメリカの一部の診療所に貼られている。

### 医療技術評価
医療技術評価においては、治療手法について「医学的効果」と「経済的費用」の両面から評価が行われる。

### 自己負担額の設定
日本の医療扶助制度は、公費負担医療でありながら出来高払い制度を取っているため、過剰医療が指摘されている。

## Choosing Wisely キャンペーン

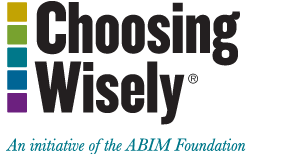
Logo for the campaign

Choosing Wisely（賢い選択）キャンペーンは、アメリカ内科医学委員会が創設したABIM財団により2011年から展開された運動である。患者と医師に対して過剰医療についての情報を提供することで、医師と患者との関係を密にし、患者中心医療の推進を目的としている。
このキャンペーンにおいて、ABIM財団はそれぞれの分野学会に対し、各分野において過剰医療を行わないための推奨事項を5項目挙げるよう依頼した。各学会よりもたらされた勧告「Five Things Physicians and Patients Should Question（医師と患者が問い直すべき5つの項目）」の一覧はABIM財団のサイトに掲載されている。
またカナダにおいてはChoosing Wisely Canadaとして、カナダ医師会が主導している。
アメリカ家庭医学会。
- 危険な徴候のない腰痛に対し、発症から6週間未満はX線撮影を行う必要はない[51]。
- 副鼻腔炎に対し、症状が6日以降も続く場合や初診時より症状が悪化している場合を除き、機械的に抗生物質を処方すべきではない。
- 自覚症状のない低リスクの患者に対し、毎年のように心電図検査やその他の心臓検査を行う必要はない。

アメリカ一般内科学会
- インスリン投与を行っていない2型糖尿病患者は、指グルコース試験を毎日家で実施する必要はない。
- 自覚症状のない成人に対し、定期的な健康診断は不要である。
- 低リスクの外科手術であれば、術前の所定の検査は不要である。
- 平均余命10年以下の成人に対しては、がん検診は不要である。
- 患者や医療従事者の利便性のために、CVカテーテルを設けたり、また挿入したままにしてはならない。

アメリカ小児科学会 
- ウイルス性呼吸器疾患（副鼻腔炎、咽頭炎、気管支炎）と思われる場合は、抗菌薬を投与すべきではない。
- 4歳以下の子供の呼吸器疾患に対し、風邪薬や鎮咳剤を投与したり推奨してはならない。
- 頭部の軽い外傷に対し、CT撮影は不要である。
- 子供の単純な熱性けいれんに対し、CTやMRIなどの神経画像撮影は不要である。
- 日常的な腹痛の訴えに対し、CT撮影は不要である。

アメリカ老年医学会、カナダ老年医学会（Canadian Geriatrics Society）
- 進行性の認知症には経管栄養法を推奨できない。代わりに経口摂取の援助を提案する。
- 認知症による行動と心理の徴候について、抗精神病薬を第一選択とすべきではない。
- 65歳以上に対し、HbA1cの7.5%未満達成のために薬物療法を行なうべきではない。ほとんどの場合は中程度の管理でよい。
- 高齢者の不眠症・興奮・譫妄に対して、ベンゾジアゼピンや他の鎮静催眠剤を第一選択とすべきではない。
- 無症候であれば、高齢者の細菌尿症に抗菌薬を用いるべきではない。

アメリカ外科学会
- 軽微・単箇所の外傷に対して全身CT撮影は不要である。
- 平均余命10年未満であり、家族や本人に大腸腫瘍の病歴が無い患者については、自覚症状が無ければ大腸癌検査は不要である。
- 病歴や健康診断結果において目立った特徴のない外来患者に対し、入院時や手術前の胸部X線撮影は不要である。

アメリカ麻酔科学会
- 癌が原因ではない慢性痛に対しては、オピオイド系鎮痛剤を第一選択としてはならない。
- 患者に薬物依存症を含めたリスクを説明して話し合うまで、オピオイド系鎮痛剤による長期の薬物療法を行ってはならない。
- 癌が原因ではない慢性痛には、大きなリスクや費用になる不可逆的となるような治療は行わない。

アメリカ神経学会
- 頭痛に対し、脳波測定は不要である。
- 単純な失神に対し、他の神経学的症状がないのなら頸動脈造影は不要である。
- 片頭痛に対してのオピオイドやButalbital（英語版）の処方は、最終手段である場合を除いてすべきでない。

アメリカ耳鼻咽喉・頭頸部外科学会
- 突発性難聴に対し、頭部CTは不要である。
- 中耳腔換気用チューブ留置後の耳漏に対し、合併症が無いのであれば経口抗生物質を処方すべきではない。
- 急性外耳炎に対し、合併症が無いのであれば経口抗生物質を処方すべきではない。
- 急性副鼻腔炎に対し、合併症が無いのであれば画像撮影は不要である。
- 主訴が嗄声である患者に対し、前喉頭検査をせずにCTやMRIをすべきではない。

アメリカ精神医学会(APA)
- 適切な初期評価および経過観察が行われていない患者に対し、抗精神病薬を処方してはならない。
- 二種類以上の抗精神病薬を継続的に投与してはならない。
- 認知症による行動と心理的な症状の治療として、抗精神病薬を第一選択としてはならない。
- 成人の不眠症に対し、最初の治療介入として抗精神病薬を継続的に処方してはならない。
- 児童と青年に対して精神障害でないのならば、最初の治療介入として抗精神病薬を継続的に処方してはならない。

アメリカ頭痛学会
- 片頭痛の基準を満たすが容態が安定している患者に対し、神経画像研究は不要である。
- 頭痛に対し、MRI撮影が可能な状況であれば、緊急時を除いてCT撮影は不要である
- 臨床試験でないのであれば、片頭痛トリガーポイントへの外科的非活性化処置は推奨しない。
- 再発性の頭痛に対して、オピオイドやブタルビタールの処方は、最終手段である場合を除いて行わない。
- 頭痛に対し、OTC鎮痛薬を長期・頻繁に用いることは推奨できない（薬物乱用頭痛）。

アメリカ腎臓学会
- 徴候や症状のない平均余命の少ない患者に対し、ルーチン的がん検査は不要である。
- 高血圧・心臓病・慢性腎臓病（CKD, 糖尿病を含む）の患者に対し、NSAIDsの処方は避けるべきである[63]。

アメリカ睡眠学会
- 合併型の睡眠障害でないのなら、慢性不眠患者への睡眠ポリフラフ検査は避けるべきである。
- 成人の慢性不眠症に対して睡眠薬使用を中心とした治療は避けるべきである。代わりに認知行動療法を勧め、必要なら補助療法を検討する。
- 児童の不眠に対し医薬品を処方してはならない。たいてい親子関係が理由であるため、行動療法的に介入する。
- むずむず脚症候群の診断に対し睡眠ポリグラフ検査をしてはならない。病歴があいまいであり、周期的な脚の動きがあることを文章記録する必要がある場合は例外とする。
- 体重が安定した睡眠時無呼吸患者に対し、無症候性、接着性であるならば、陽圧気道療法の滴定研究を行ってはならない。

米国カイロプラクティック協会
- レッドフラッグがない発症から6週間以内の急性腰痛患者に脊椎画像の検査は行わない。
- 患者の改善を観察するために繰り返し画像検査は行わない。
- 能動的治療の目標設定なしに、腰痛障害に対して受動的もしくは軽減目的の物理療法機器の長期的な使用を避ける。
- 心理社会的スクリーニングもしくは評価なしに長期的な疼痛マネジメントを提供しない。
- 長期治療や腰痛予防を目的に腰痛サポーターやベルトを処方しない。